# 奥利韦里
奥利韦里（義大利語：Oliveri），是意大利西西里大区墨西拿廣域市的一个市镇。总面积10平方公里，人口2161人，人口密度216.1人/平方公里（2009年）。ISTAT代码为083063。